# منتخب الولايات المتحدة للريشة الطائرة
منتخب الولايات المتحدة الوطني لتنس الريشة (بالإنجليزية: United States national badminton team)‏ هو ممثل الولايات المتحدة الرسمي في المنافسات الدولية في كرة الريشة .